# Patti Wicks
Patti Wicks (nombre de nacimiento Patricia Ellen Chappell; Islip, 24 de febrero de 1945 – West Palm Beach, 7 de marzo de 2014) fue una cantante y pianista estadounidense.

## Carrera
Wicks comenzó a tocar el piano a la edad de tres años y después fue al Crane School of Music en el State University of New York at Potsdam. Influenciado por Bill Evans, comenzó a tocar profesionalmente y se trasladó a Nueva York, donde tocó en pequeñas formaciones. También lideró su propio trio, con bajistas como Sam Jones, Richard Davis, Brian Torff y Mark Dresser, y baterías como Curtis Boyd, Louis Hayes, Mickey Roker y Alan Dawson. En la década de los 70, se trasladó a Florida, donde tocó con músicos como Clark Terry, Larry Coryell, Frank Morgan, Ira Sullivan, Flip Phillips, Anita O'Day, Rebecca Parris, Roseanna Vitro y Giacomo Gates. En 1997, grabó su álbum de debut Room at the Top: The Patti Wicks Trio. 

## Discografía
- Room at the Top (Recycle Notes, 1997)
- Love Locked Out (Maxjazz, 2003)
- Basic Feeling (Egea, 2005)
- Italian Sessions (Studiottanta Fortuna, 2007)
- It's a Good Day (Geco, 2008)
- Dedicated To (2009)